# Angelo Iachino
Angelo Iachino (San Remo, 4 april 1889 – Rome, 3 december 1976) was een Italiaanse admiraal tijdens de Tweede Wereldoorlog.

## Biografie
Iachino werd in 1889 geboren in San Remo in Ligurië en ging in 1904 bij de Italiaanse marineacademie in Livorno waar hij in 1907 afstudeerde.
Iachino nam in 1911 en 1912 deel aan de oorlog tegen Turkije. Tijdens de Eerste Wereldoorlog diende hij als een commandant van een torpedoboot. Voor zijn moed in een slag werd hij aan het einde van de oorlog in november 1918 onderscheiden. Van 1923 tot 1928 diende hij als marineattaché bij de Italiaanse ambassade in China. In 1928 kreeg hij het bevel over een torpedojager en aan het begin van de jaren dertig kreeg hij het commando over een kruiser. Tijdens de Spaanse Burgeroorlog was hij commandant van twee groepen van lichte schepen. Hij nam ook deel in april 1939 aan de bezetting van Albanië.
Iachino voerde in 1940 tijdens de Slag bij Kaap Spartivento het commando over een kruiser-eskader en na de Slag van Tarente werd hij benoemd tot Ammiraglio di Squadra (vice-admiraal) en opperbevelhebber van de Regia Marina. Hij leidde de marine tijdens de Slag van Matapan (maart 1941), Eerste Zeeslag van Sirte (december 1941) en de Tweede Zeeslag van Sirte (maart 1942).
Op 5 april 1943 werd hij ontslagen uit zijn commando en vervangen door Carlo Bergamini. Hij ging in 1954 met pensioen met de rang van Ammiraglio d'Armata (admiraal) en stierf in 1976 in Rome op 87-jarige leeftijd.

## Militaire loopbaan
- Luitenant-ter-zee, (Guardiamarina), Regia Marina: 1 december 1907
- Luitenant-ter-zee, (Sottotenente di Vascello), Regia Marina: 15 mei 1910
- Luitenant-ter-zee, (Tenente di vascello), Regia Marina: 1 mei 1914
- Korvetkapitein (Capitano di Corvetta), Regia Marina:
- Fregatkapitein (Capitano di Fregata), Regia Marina: 1 januari 1926
- Kapitein-ter-zee (Capitano di Vascello), Regia Marina: 22 februari 1932
- Commandeur (Contrammiraglio), Regia Marina: 17 augustus 1936
- Schout-bij-nacht (Ammiraglio di Divisione), Regia Marina: 1 januari 1938
- Vice-Admiraal (Ammiraglio di Squadra), Regia Marina: 16 september 1939
- Luitenant-admiraal (Ammiraglio di squadra designato d'Armata), Regia Marina: 6 april 1942
- Admiraal (Ammiraglio d'Armata), Regia Marina: 6 april 1943

## Onderscheidingen
- Grootofficier in de Orde van de Italiaanse Kroon op 28 september 1936
- Grootofficier in de Militaire Orde van Italië op 30 december 1952[1]
- Herinneringsmedaille van de Italiaanse-Turkse Oorlog 1911 – 1912
- Herinneringsmedaille van de Italiaanse-Oostenrijkse Oorlog 1915 – 1918 (4 jaar campagne)
- Herinneringsmedaille de eenheid van Italië
- Overwinningsmedaille

## Publicaties
- Gaudo e Matapan (1946)
- Le due Sirti (1953)
- Tramonto di una grande marina (1959)
- La campagna navale di Lissa 1866 (1966)
- Il punto su Matapan (1969)